# Zogba
Zogba è un arrondissement del Benin situato nella città di Covè (dipartimento di Zou) con 4.709 abitanti (dato 2006).